# Garra caudofasciata
Garra caudofasciata és una espècie de peix cipriniforme de la família dels ciprínids.

## Morfologia
Els mascles poden assolir els 10,9 cm de longitud total.

## Distribució geogràfica
Es troba a Laos, Vietnam i la Xina.